# Conferência dos Religiosos do Brasil
A Conferência dos Religiosos do Brasil (CRB) é um organismo que congrega todos os institutos religiosos e todas as sociedades de vida apostólica ligados à Igreja Católica Romana presentes no Brasil. A CRB Nacional é uma organização religiosa de pleno direito canônico, tendo seu estatuto aprovado pela Sagrada Congregação dos Religiosos, através do Decreto nº 01561/55.
A CRB Nacional foi fundada em 11 de fevereiro de 1954, por tempo indeterminado, no Rio de Janeiro, durante o Congresso Nacional dos Religiosos. Sua sede é em Brasília, Distrito Federal.

## Finalidade e missão
A Conferência dos Religiosos do Brasil, de acordo com seu estatuto, tem por finalidade:
- animar a vida consagrada no Brasil, promovendo a comunhão entre os membros dos diversos institutos religiosos;
- coordenar atividades que visem a construção de alianças intercongregacionais na formação e missão;
- promover a inserção em meios populares em situação de risco social;
- atuar em favor das entidades religiosas católicas;
- manter, acompanhar, apoiar e estimular projetos missionários e sociais, em todo o território nacional, em parceria com as secções regionais e entidades afins;
- realizar seminários, palestras, cursos, encontros, congressos e fóruns em vista da inclusão social;
- comprometer-se na defesa dos direitos humanos e da justiça social;
- estimular a manutenção de programas de proteção social para crianças, adolescentes e idosos;
- motivar a formação para a consciência e exercício da cidadania;
- promover publicações e difusão de obras que visam ao desenvolvimento humano;
- manter intercâmbio com instituições congêneres nacionais e internacionais e com o poder público.

## Presidentes
|             | Nome                                      | Período     | Notas                                                                                  |
| Presidentes | Presidentes                               | Presidentes | Presidentes                                                                            |
| ----------- | ----------------------------------------- | ----------- | -------------------------------------------------------------------------------------- |
| 13.ª        | Irmã Maria do Disterro Rocha Santos, FCIM | 2025-atual  |                                                                                        |
| 12.ª        | Irmã Eliane Cordeiro de Souza             | 2022-2025   |                                                                                        |
| 11.ª        | Irmã Maria Inês Vieira Ribeiro, MAD       | 2014-2022   |                                                                                        |
| 10.º        | Irmão Paulo Petry, FSC                    | 2013-2014   | Renunciou ao ser eleito conselheiro geral do Instituto dos Irmãos das Escolas Cristãs. |
| 9.ª         | Irmã Márian Ambrósio, IDP                 | 2007-2013   |                                                                                        |
| 8.ª         | Irmã Máris Bolzan, SDS                    | 2001-2007   |                                                                                        |
| 7.º         | Padre João Roque Rohr, SJ                 | 1995-2001   |                                                                                        |
| 6.º         | Padre João Edênio Reis Valle, SVD         | 1989-1995   |                                                                                        |
| 5.º         | Irmão Claudino Falchetto, FMS             | 1983-1989   |                                                                                        |
| 4.º         | Padre Décio Batista Teixeira, SDS         | 1977-1983   |                                                                                        |
| 3.º         | Padre Marcello de Carvalho Azevedo, SJ    | 1968-1977   |                                                                                        |
| 2.º         | Padre Antônio Aquino, SJ                  | 1965-1968   |                                                                                        |
| 1.º         | Dom Martinho Michler, OSB                 | 1954-1965   |                                                                                        |